# 자하리라 하리파이

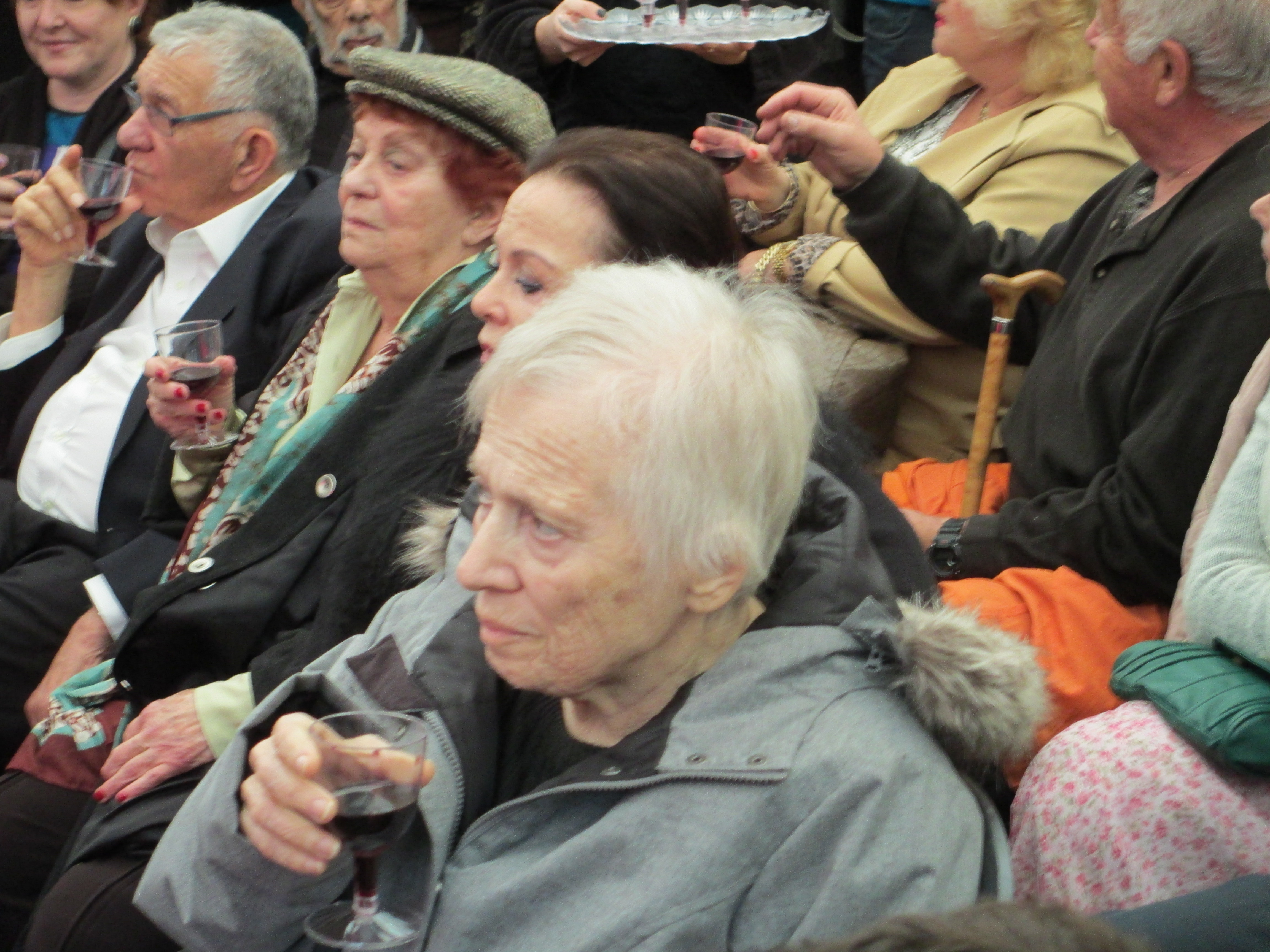

자하리라 하리파이(Zaharira Harifai, 1929년 12월 12일 ~ 2013년 1월 2일)는 이스라엘의 연극 배우, 영화배우이다.
텔아비브에서 태어났으며 러시아계 출신이다. 페타티크바에서 사망했으며, 사인은 암이다.

## 영화
- 젤리피쉬 (2007년)
- 경찰관 (1970년)
- 빅 딕 (1970년)
- 주디스 (1966년)
- 살라 샤바티 (1964년)